# Schlachtgeschwader 111
Das Schlachtgeschwader 111 war ein Verband der Luftwaffe der Wehrmacht im Zweiten Weltkrieg. Als Schlachtgeschwader verfügte es über Flugzeuge vom Typ Arado Ar 66, Arado Ar 96, Focke-Wulf Fw 190 und Junkers Ju 87. Das Geschwader wurde während seiner gesamten Bestehenszeit als Ausbildungsgeschwader eingesetzt und hatte daher keine Kampfeinsätze.

## Geschichte
Das Schlachtgeschwader 111 entstand am 15. Oktober 1943 in Stubendorf () aus der Blindflugschule 11. Aus dem Stab der Blindflugschule 11 entstand der Geschwaderstab und aus der I. Gruppe der Blindflugschule 11 die I. Gruppe des Schlachtgeschwaders 111.
Anschließend verlegte das gesamte Geschwader im Januar 1945 nach Ludwigslust (Lage), wo es bis zum 1. März 1945 blieb. Dort war es der 3. Flieger-Schul-Division der Luftflotte 10 unterstellt.
Das Geschwader wurde während seiner gesamten Bestehenszeit als Ausbildungsgeschwader eingesetzt und hatte daher keine Kampfeinsätze. In ihm wurden Nachtschlachtflieger, die eine Blindflugausbildung benötigten, ausgebildet. Dabei stürzte am 5. März nahe Grabow der amtierende Geschwaderkommodore Major Heinz Müller ab und erlag seinen Verletzungen. Am 15. März 1945 wurde das Geschwader in Grossenbrode (Lage) aufgelöst.

## Kommandeure

### Geschwaderkommodore
| Dienstgrad | Name         | Zeit                                   |
| ---------- | ------------ | -------------------------------------- |
| Major      | Andreas Zahn | 15. Oktober 1943 bis 30. November 1943 |
| Major      | Edmund Kraus | 1. Dezember 1943 bis 1. Januar 1945    |
| Major      | Heinz Müller | 1. Januar 1945 bis 5. März 1945 †      |

### Gruppenkommandeure
I. Gruppe
- Major Edmund Kraus, 15. Oktober 1943 bis 30. November 1943[8]
- Hauptmann Hermann Scharke, 1. November 1944 bis 15. März 1945[9]